# Fusilamiento de Torrijos y sus compañeros en las playas de Málaga

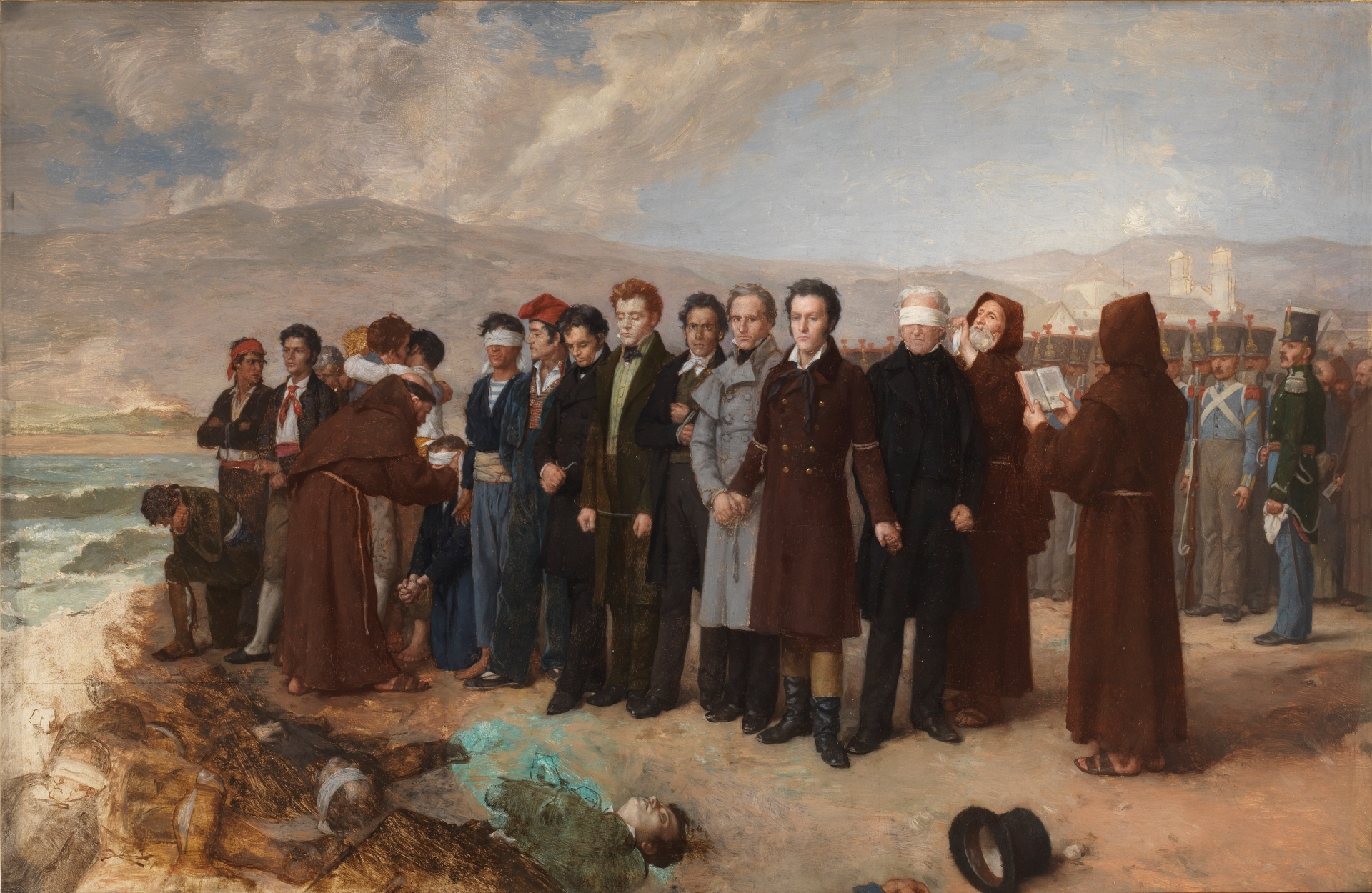
Réplica reducida, después de 1888. Óleo sobre tabla, 47 × 71 cm. Museo del Prado.

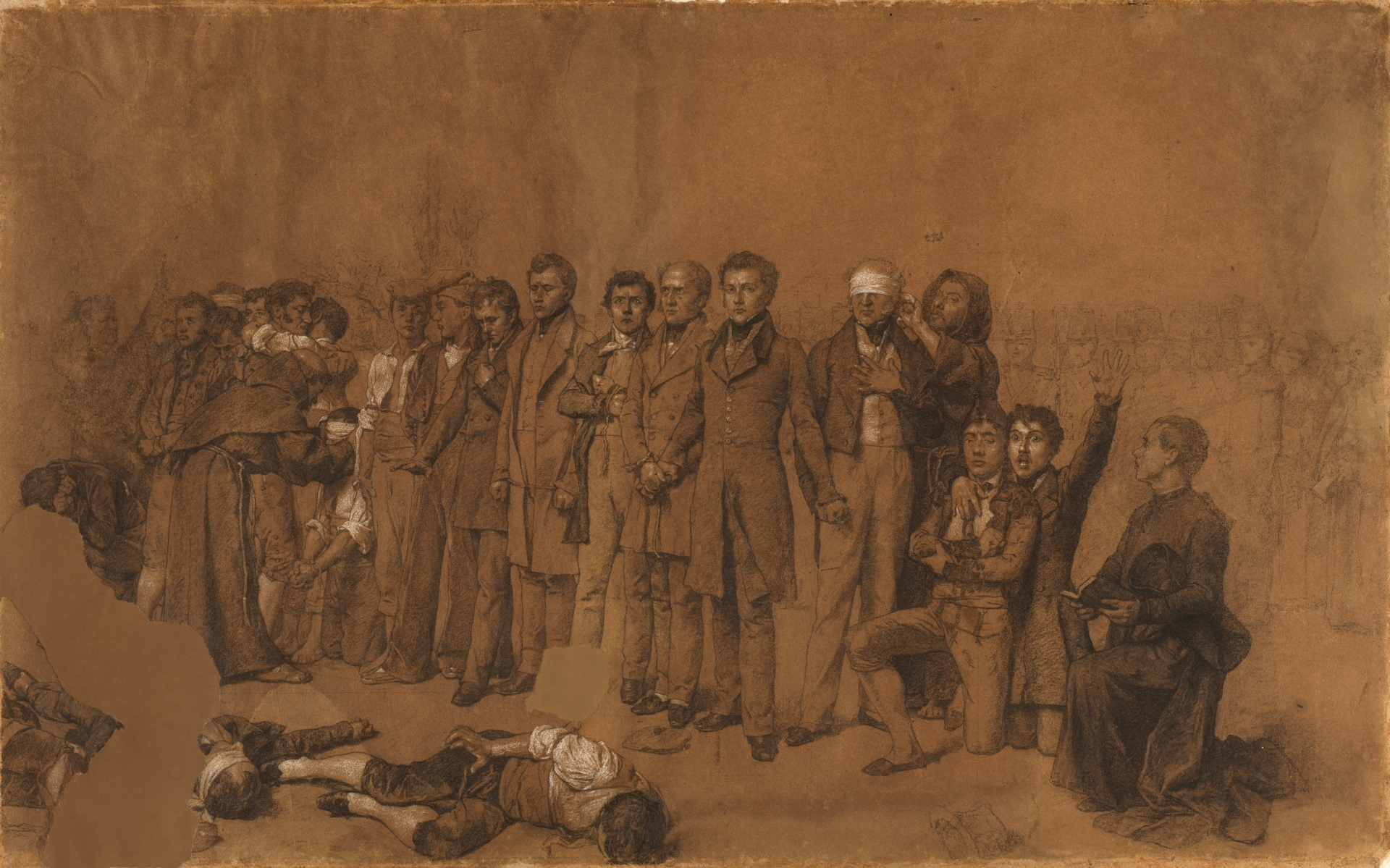
Dibujo preparatorio, 1886-1887. Lápiz sobre papel, 820 × 1330 mm. Gabinete de Dibujos, Estampas y Fotografías del Museo del Prado.

El Fusilamiento de Torrijos y sus compañeros en las playas de Málaga es una obra de Antonio Gisbert Pérez pintada al óleo sobre lienzo, con unas medidas de 390 × 601 cm. El cuadro está datado entre los años 1887 y 1888, y actualmente se conserva en el Museo del Prado de Madrid.

## Historia del lienzo
El Fusilamiento de Torrijos y sus compañeros en las playas de Málaga está considerado como una de las grandes obras maestras de la pintura histórica española del siglo XIX. Fue el gobierno de Práxedes Mateo Sagasta, durante la regencia de María Cristina de Habsburgo-Lorena, quien encargó el cuadro a Gisbert con la intención de que sirviera a las generaciones venideras de recordatorio y ejemplo de lo costosa que resulta en ocasiones la lucha por la libertad.
El cuadro estuvo conservado en el Museo de Arte Moderno de Madrid hasta que en 1971 fue traspasado al Museo del Prado junto con el resto de obras decimonónicas de aquel.

## Descripción y características
José María de Torrijos y Uriarte, conocido también como general Torrijos, fue un militar y político liberal español recordado sobre todo por su enconada lucha contra el absolutismo que quería imponer Fernando VII de España, lo que costó a Torrijos la cárcel y el exilio.
Destacado militar que llegó a ser capitán general de Valencia, mariscal de campo y ministro de la Guerra durante el Trienio Liberal (1820-1823), Torrijos preparó el conocido como pronunciamiento de Torrijos desde su exilio en Inglaterra (1824-1830), donde vivía gracias en parte a la ayuda concedida por el duque de Wellington[cita requerida] a los exiliados españoles que habían luchado bajo sus órdenes en la Guerra de la Independencia española. El 2 de diciembre de 1831, junto con sesenta de sus más allegados desembarcó en las playas de Málaga procedente de Gibraltar. Allí fue traicionado por el gobernador Vicente González Moreno, quien le había prometido su apoyo, y fueron apresados por las tropas absolutistas. Ocho días más tarde, el 10 de diciembre y sin juicio previo, Torrijos fue fusilado junto a cuarenta y ocho de sus compañeros en las playas de Málaga.
En la obra, los reos están alineados y con las manos atadas, mientras unos frailes se afanan en vendarles los ojos y tratan de ofrecer a los condenados un último consuelo. Tras ellos el pelotón de fusilamiento espera órdenes, mientras que en primer plano, en el suelo, yacen ya muertos algunos hombres en un detalle claramente goyesco.
Torrijos se encuentra en el centro de la composición, destacando ligeramente sobre el resto de personajes. A su izquierda, asiendo su mano, está un hombre anciano, Francisco Fernández Golfín, exministro de la Guerra, y a la derecha, con la mano también cogida, Manuel Flores Calderón, vestido con una levita clara. A la derecha de este se hallan el coronel López Pinto, el oficial inglés Robert Boyd y Francisco Borja Pardio.
La obra es de una composición sencilla pero efectista y realizada con un dibujo crudo y firme que se ajusta a los más puros cánones académicos. El encuadre se muestra casi como el de una fotografía, una instantánea captada en el momento, como demuestra el hecho de dejar fuera del marco a algunos de los cuerpos caídos. Los colores, fríos y apagados, transmiten sensación de tristeza tanto por lo desapacible del día como por los luctuosos sucesos que están a punto de suceder.
Destacable es también la maestría de Gisbert para plasmar en los rostros y gestos de los condenados todo tipo de emociones diferentes. Resignación, miedo, valentía, desafío... se reconocen perfectamente en las expresiones de los hombres que están a punto de ser ejecutados.